# The Warning (álbum de Hot Chip)
The Warning é o segundo álbum de estúdio da banda Hot Chip, um grupo de synthpop do Reino Unido. Foi lançado em 2006..

## Faixas
1. "Careful" – 3:28
2. "And I Was a Boy from School" – 5:19
3. "Colours" – 5:28
4. "Over and Over" – 5:47
5. "(Just Like We) Breakdown" – 4:12
6. "Tchaparian" – 3:20
7. "Look After Me" – 4:50
8. "The Warning" – 4:51
9. "Arrest Yourself" – 2:31
10. "So Glad to See You" – 4:05
11. "No Fit State" – 5:38
12. "Won't Wash" – 2:35 (Faixa oculta)

### Faixa bônus em vinil LP Europa
F: Bally - 3:59

### Faixas bônus no Japão 19/09/2007
1. "Gang Can Dance" - 3:50
2. "Bally" - 3:59
3. "Won't Wash" - 2:35